# Доходный дом М. М. Горбова
Доходный дом М. М. Горбова — памятник архитектуры. Расположен в Петроградском районе Санкт-Петербурга, современный адрес дома — улица Мира, 10, Каменноостровский проспект (северо-западный сектор Австрийской площади).
До начала XX века участок был застроен деревянными строениями, его владельцами в разное время были купец Логин Зиновьев, почётный гражданин Яковлев, переплётный мастер Карл Лонгстрэм и его семья.
Дом М. М. Горбова — первое здание из ансамбля, возведённого В. В. Шаубом на Австрийской площади (в 1902 году, в начале формирования ансамбля, В. С. Карпович из-за стиля построек Шауба заявлял о «насаждении немецкой культуры»). Дом пятиэтажный, первый проект был утверждён в июне 1901 года, уточнённый — в апреле 1902 года. Два корпуса здания стоят вдоль улиц, лучшие квартиры были расположены в соединяющем их третьем, выходящим на площадь. Средняя часть площадного фасада заглублена, угловые выступы оформлены как башня, правая из которых, с завершением в виде многоярусного купола сложной конфигурации с высоким шпилем и флюгером, более высокая, а левая завершена восьмигранным куполом. Завершения башен, фронтоны, портал и наличники сделаны в чертах стиля барокко. Структурную разбивку фасадов подчёркивает использование зернистой или гладкой штукатурки.
На конкурсе фасадов 1907 года (первом конкурсе, на который могли быть номинированы здания после 1904 года постройки) здание получило почётный диплом.
В начале 2000-х годов здание было надстроено мансардой.
В 2019 году дом вошел в перечень 255 многоквартирных домов — памятников архитектуры с особо сложными фасадами, которые предполагается отреставрировать по программе КГИОП «Наследие».
Среди жильцов дома были А. Б. Регельсон, К. И. Розенштейн, Леонид Андреев.